# Strymon erythrophobia
Strymon erythrophobia är en fjärilsart som beskrevs av Bub. Strymon erythrophobia ingår i släktet Strymon och familjen juvelvingar. Inga underarter finns listade i Catalogue of Life.